# Градус Делиля
Гра́дус Дели́ля (обозначение: °Д или °D)— ныне неупотребляемая единица измерения температуры. Была изобретена французским астрономом Жозефом Николя Делилем (1688—1768). Шкала Делиля схожа с температурной шкалой Реомюра. Использовалась в России в течение XVIII века.
Пётр I пригласил французского астронома Жозефа Николя Делиля в Россию, учреждая Академию Наук.
В 1727 году в Петербурге, в здании Кунсткамеры на Васильевском острове, открылась Астрономическая обсерватория. Среди приборов в ней были термометры Делиля — основателя обсерватории.
В 1732 году Делиль создал термометр, использующий ртуть в качестве рабочей жидкости. В качестве нуля была выбрана температура кипения воды. За один градус было принято такое изменение температуры, которое приводило к уменьшению объёма ртути на одну стотысячную.
Таким образом, температура таяния льда составила 2400 градусов. Однако позже столь дробная шкала показалась избыточной, и уже зимой 1738 года коллега Делиля по Петербургской академии, медик Иосия Вейтбрехт (1702—1747), уменьшил число ступеней от температуры кипения до температуры замерзания воды до 150 градусов.
«Перевернутость» этой шкалы (как и изначального варианта шкалы Цельсия) по сравнению с принятыми в настоящее время обычно объясняют чисто техническими трудностями, связанными с градуировкой термометров.
Шкала Делиля получила достаточно широкое распространение в России, и его термометры использовались около 100 лет. Этой шкалой пользовались многие российские академики, в том числе Михаил Ломоносов, который, однако, «перевернул» её, расположив ноль в точке замерзания, а 150 градусов — в точке кипения воды.

## Формула преобразования
Один градус Делиля соответствует 2/3 градуса Цельсия (или кельвина), а абсолютный нуль соответствует 559,725 градусам Делиля.
{\displaystyle T_{Delisle}=(100-T_{Celsius})\cdot {\frac {3}{2}}\;}
{\displaystyle T_{Celsius}=100-T_{Delisle}\cdot {\frac {2}{3}}\;}